# Coccophagus tschirchii
Coccophagus tschirchii är en stekelart som beskrevs av Mahdihassan 1923. Coccophagus tschirchii ingår i släktet Coccophagus och familjen växtlussteklar. Inga underarter finns listade i Catalogue of Life.